# Julian Jasinski
Julian Jasinski (Bochum, 27 aprile 1996) è un cestista tedesco con cittadinanza polacca.
È il fratello del discobolo Daniel Jasinski.